# ニュートン・ナイト 自由の旗をかかげた男
『ニュートン・ナイト 自由の旗をかかげた男』（ニュートンナイト じゆうのはたをかかげたおとこ、Free State of Jones）は、2016年制作のアメリカ合衆国の映画。
南北戦争時代、エイブラハム・リンカーンの奴隷解放宣言よりも早くミシシッピ州ジョーンズ郡に白人と黒人が平等に生きる「ジョーンズ自由州」を設立した実在の白人男性ニュートン・ナイトの生涯と闘いを描く。

## キャスト
- ニュートン・ナイト - マシュー・マコノヒー[3]
- レイチェル - ググ・ンバータ＝ロー
- モーゼス - マハーシャラ・アリ
- セリーナ・ナイト - ケリー・ラッセル
- ジャスパー・コリンズ - クリストファー・ベリー（英語版）
- ウィル・サムラル - ショーン・ブリジャース（英語版）
- ジェームズ・イーキンズ - ジョー・クレスト（英語版）
- ダニエル - ジェイコブ・ロフランド（英語版）

## 評価
アン・ホーナデイは「まさに」この映画は「もう一つの白人救世主映画」であると述べている。これに対して、『ニューヨーク・タイムズ』の評者A・O・スコットは、「この映画はまだ、味方である虐げられた暗い肌の人々のために自らを犠牲にする白人の救世主についての映画ではない。また、黒人の超人的な無私によって救われた白人の罪人の物語というわけでもない。Free State of Jonesは使い古された様式のテンプレートから政治的な洞察の火花を出そうと試みる珍しい作品である。」といった全く反対の意見をとっている。一方で、批評家のリチャード・ブロディは「Free State of Jonesをよく知られた白人救世主の物語のジャンルに追いやることは魅力的であるが、ニュートン・ナイトは救世主というよりはむしろ新たな南の化身という他のものとして現れる。」と書いている。